# Euphilotes battoides allyni
Euphilotes battoides allyni (auch El Segundo Blue, in etwa ‚El-Segundo-Bläuling‘) ist eine Unterart der Schmetterlingsart Euphilotes battoides aus der Familie der Bläulinge (Lycaenidae).

## Beschreibung
Der El Segundo Blue ist ein kleiner Bläuling mit einer Vorderflügellänge von etwa 10 Millimetern. Die Flügel sind, wie typisch für die Art, relativ breit und außen deutlich abgerundet. Die Flügeloberseiten sind beim Männchen leuchtend blau mit violettem Schimmer. Die Ränder beider Flügel sind durch schwarze Streifen von etwa 1 Millimeter Breite abgesetzt. Auf der Oberseite der Hinterflügel ist bei den meisten Individuen an der Hinterkante eine Reihe kleiner dunkler Flecken, überlagernd ein orangefarbener Fleck (Aurora), vorhanden. Die Ränder der Flügel sind durch einen weiß gefärbten Fransensaum eingefasst, der in Höhe der Adern kleine schwarze Flecken aufweist. Die Flügelunterseiten sind bei beiden Geschlechtern weißlich bis weißlichgrau mit einer deutlich abgesetzten, schwarzen Fleckenzeichnung, die dunkler und ausgedehnter ist als bei den meisten Verwandten. Beim Weibchen ist die Grundfarbe der Flügeloberseite dunkel bräunlich. Ein orangefarbener Fleck (Aurora) nahe dem Rand (submarginal) auf der Oberseite der Hinterflügel ist fast immer vorhanden.
Die Hinterflügel besitzen auch auf der Unterseite eine Reihe orangefarbener Flecken, die breiter sind als bei den Verwandten und meist zu einer durchgehenden Binde verlaufen.
Die Unterart ist von anderen Unterarten, sowie einer Reihe verwandter Bläulingsarten, anhand der Flügelzeichnung nicht sicher unterscheidbar. Zur genauen Artbestimmung ist ein Genitalpräparat anzufertigen. Meist ermöglicht die Kombination aus Fundort, Nahrungspflanze und Flugzeit eine ungefähre Bestimmung.

## Ökologie und Lebensweise

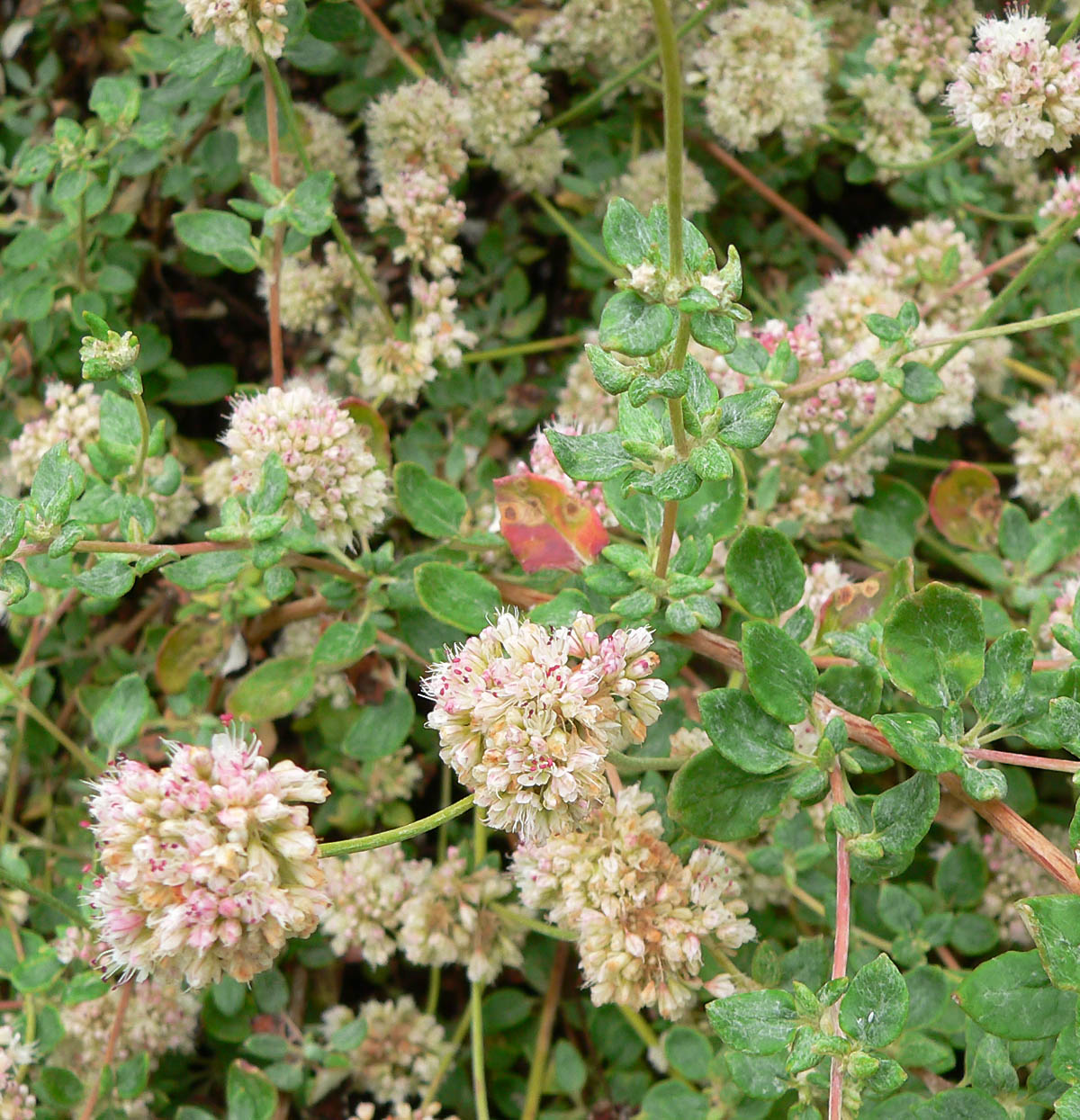
Eriogonum parvifolium mit Blütenständen

Über seinen gesamten Lebenszyklus hinweg steht Euphilotes battoides allyni in sehr enger Beziehung mit der Pflanzenart Eriogonum parvifolium (‚Küstenbuchweizen‘), einem im Westen Nordamerikas sehr häufigen Vertreter der Knöterichgewächse. Die Imagines nehmen den Nektar der Blüten dieser Pflanze als Nahrung auf. Des Weiteren nutzen sie die Blütenstände als Ruheplatz sowie als Ort für die Paarung und die Eiablage und selbst als Platz zum Sterben. Auch die monophage Raupe entwickelt sich dort. In seiner fast ausschließlich auf ein einzelnes Teil – den Blütenstand – seiner Partnerpflanze bezogenen Lebensweise gilt der El Segundo Blue als einzigartig in Nordamerika.
Die Flugzeit der Imagines reicht von (Juni) Juli bis August. Es gibt nur eine Generation pro Jahr. Ausgewachsene Raupen kriechen zu Boden und verpuppen sich hier in einer kleinen, selbst gegrabenen Erdhöhle, in der sie überwintern. Die Art legt im Laborversuch Eier auch auf anderen Arten der Gattung Eriogonum, die im natürlichen Lebensraum nicht vorkommen, an denen sich die Raupe aber nicht entwickeln kann. Eines der letzten Vorkommen drohte daher zu erlöschen, weil durch gut gemeinte Anpflanzungen der falschen Arten im Lebensraum starke Individuenverluste zu erwarten waren.

## Vorkommen
Einziges Vorkommen der Art sind die Küstendünen von El Segundo, einem westlichen Vorort von Los Angeles (Südkalifornien), südlich des Los Angeles International Airport (LAX). Das ehemals ausgedehnte, etwa 1200 Hektar große Dünengelände ist heute durch Bebauung weitgehend zerstört. Erhalten blieben vier kleine Relikte, von denen El Segundo Blue in zweien noch vorkommt. Insgesamt sind nur drei kleine Populationen bekannt. Eine davon lebt in einem etwa einen Hektar großen Dünenrelikt in einer kleinen, eingezäunten Parzelle, die nördlich an den Chevron-Raffineriekomplex von El Segundo angrenzt (33° 55′ 0″ N, 118° 25′ 18″ W). Ein weiteres, etwa 10 Hektar großes Refugium für den Schmetterling existiert kaum mehr als 1 km nordwestlich dieser Stelle in einem 80 Hektar großen Schutzgebiet in der Wüstung Palisades del Rey, die sich zwischen Flughafen und Strand an der Küste entlangzieht. Die dortige Individuenzahl wurde 1990, nach Beginn der Schutzmaßnahmen, auf etwa 4000 geschätzt. Die dritte Population lebt nahe Malaga Cove auf der Halbinsel Palos Verdes auf weniger als 0,5 Hektar.

## Artenschutz
Die Unterart wurde im Jahr nach ihrer Erstbeschreibung am 8. Juni 1976 auf die Liste gefährdeter Arten des U.S. Fish and Wildlife Service gesetzt.

## Taxonomie
Die Unterart wurde 1975 vom kalifornischen Entomologen Oakley Shields unter dem Namen Shijimiaeoides battoides allyni erstbeschrieben. Über die Taxonomie der Gattung, die korrekte Benennung und den Status etlicher Lokalformen gibt es seit Jahrzehnten wissenschaftliche Kontroversen, je nach Autoren werden zwischen drei und elf Arten anerkannt. Auch über die Artzugehörigkeit dieser Unterart gibt es keine Einigkeit. Viele Autoren schlagen den El Segundo Blue der verwandten Art Euphilotes bernardino (Barnes & McDunnough, 1916) zu. Alle Euphilotes-Arten leben ausschließlich an einer oder wenigen verwandten Eriogonum-Arten, kommen sie gemeinsam (sympatrisch) in einem Gebiet vor, nutzt jede von ihnen eine andere Art.